# Gruda (Sokolica)
Gruda (niem. Grudshöfchen) – przysiółek wsi Sokolica w Polsce, położony w województwie warmińsko-mazurskim, w powiecie bartoszyckim, w gminie Bartoszyce. Wchodzi w skład sołectwa Sokolica.
W latach 1975–1998 przysiółek administracyjnie należał do województwa olsztyńskiego.
W skład przysiółka wchodzi 15 gospodarstw rolnych.
Znajduje się tu siedziba Leśnictwa Sokołów wchodzącego w skład Nadleśnictwa Bartoszyce.
Przysiółek znajduje się na obszarze Niziny Sępopolskiej swoim zasięgiem obejmując wysoczyznę morenową oraz dolinę Pisy Północnej - prawobrzeżnego dopływu Łyny.